# 378 Гольмія
378 Гольмія (378 Holmia) — астероїд головного поясу, відкритий 6 грудня 1893 року Огюстом Шарлуа у Ніцці.